# السير ويليام لورنس
السير ويليام لورنس (بالإنجليزية: Sir William Lawrence, 1st Baronet)‏ ـ (16 يوليو 1783 ـ 5 يوليو 1867) هو جراح إنجليزي، رأس كلية الجراحين الملكية بإنجلترا، وكان كبيرًا لجراحي الملكة.
نشر لورنس في منتصف الثلاثينيات من عمره كتابين جمع فيهما محاضراته التي تضمنت بعض الأفكار السابقة على أفكار داروين عن طبيعة الإنسان وتطوره، إلا أنه اضطر إلى سحب كتابه الثاني (1819) عقب تعرضه لانتقادات شديدة بلغت حد وصف السيد المستشار للكتاب بالتجديف. ولم يلبث لورنس أن نال احترامًا علميًا ومكانة مرموقة بشكل تدريجي، وأحرز قدرًا كبيرًا من النجاح في عمله الجراحي الذي دام أعوامًا مديدة توجتها الملكة فيكتوريا بمنحه رتبة «بارونيت» قبيل وفاته سنة 1867.